# Battaglia di Chickamauga

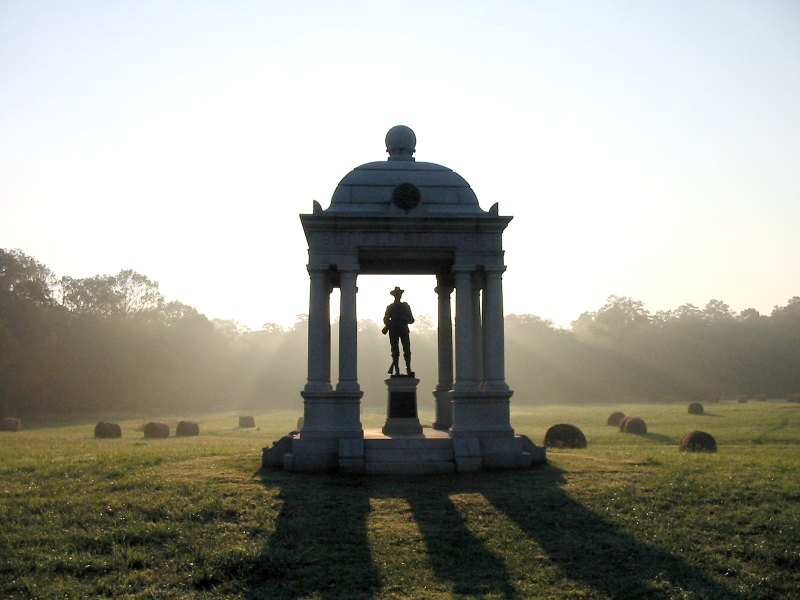
Monumento ai soldati della Florida che combatterono la battaglia di Chickamauga

La battaglia di Chickamauga, combattuta dal 18 al 20 settembre 1863, causò la fine di un'offensiva dell'Unione nel centro-sud del Tennessee e nel nord-ovest della Georgia, conosciuta sotto il nome di campagna di Chickamauga. La battaglia segnò la sconfitta più significativa dell'Unione nell'ambito del Teatro Occidentale della guerra di secessione americana.
La battaglia fu combattuta tra l'Armata del Cumberland condotta dal maggior generale William Starke Rosecrans e l'Armata confederata del Tennessee, comandata dal generale Braxton Bragg. La battaglia ebbe questo nome poiché si svolse in prossimità del torrente Chickamauga, che confluisce nel fiume Tennessee a circa 12 miglia a sud-est di Chattanooga. Chickamauga è una parola indiana che significa fiume della morte (River of death).

## Primi movimenti nella Campagna di Chickamauga
Dopo il successo nella campagna di Tullahoma nell'estate del 1863, Rosecrans si spostò a sud-est verso Murfreesboro nel Tennessee, inseguendo Bragg che si dirigeva verso la città di Chattanooga. Chattanooga rappresentava una città vitale nella strategia bellica dell'Unione in quanto la sua conquista avrebbe aperto una porta verso l'assalto ad Atlanta e le terre del Sud. Il generale in capo dell'esercito dell'Unione Henry Halleck insisteva che Rosecrans si muovesse velocemente verso Chattanooga.
Il Presidente degli Stati Uniti Abraham Lincoln aveva dichiarato che "Chi avesse controllato Chattanooga, avrebbe vinto la guerra". Ma Chattanooga era un luogo vitale anche per i Confederati: il luogo, situato tra Lookout Mountain, Missionary Ridge, Raccoon Mountain e Stringer's Ridge, era strategicamente importante: era un nodo ferroviario (la linea si dirigeva a nord, verso Nashville e Knoxville, e a sud verso Atlanta), un centro bancario, commerciale e manifatturiero, situato lungo il fiume Tennessee che era navigabile.
Rosecrans ritardò per settimane ma finalmente, il 16 agosto, rinnovò l'offensiva, con l'obiettivo di costringere i Confederati ad abbandonare Chattanooga, minacciando le loro linee di rifornimento a sud. Il maggior ostacolo al suo piano era costituito dal fiume Tennessee, e Rosecrans pianificò dei movimenti diversivi per non far capire a Bragg che avrebbe attraversato il fiume a Caperton's Ferry.
La seconda battaglia di Chattanooga fu una parte di questo diversivo. Il colonnello John T. Wilder, al comando del XIV Corpo d'armata, si avvicinò con una brigata a Chattanooga e bombardò la città con l'artiglieria per due settimane, facendo credere a Bragg che quella fosse la direzione delle truppe dell'Unione verso la città. Rosecrans riuscì, quindi, ad attraversare il Tennessee senza opposizione.
Bragg e l'alto comando Confederato si innervosirono per gli sviluppi della situazione e decisero di rinforzare le truppe presenti in città. Il 4 settembre l'armata del generale Joseph E. Johnston, dal Mississippi, inviò una divisione sotto il comando del maggior generale Hiram T. Walker e, dalla Virginia, il generale Robert E. Lee inviò un corpo d'armata ai comandi del tenente generale James Longstreet.
Tre corpi d'armata dell'Armata di Rosecrans si separarono e avanzarono per strade differenti sulle uniche tre strade adatte. Al fianco destro il XX corpo d'armata, comandato dal maggior generale Alexander M. McCook, si mosse a sudest verso Valley Head in Alabama; al centro, il XIV corpo d'armata sotto il maggior generale George H. Thomas si spostò verso la periferia di Trenton in Georgia; alla sinistra, il XXI corpo d'armata, sotto il maggior generale Thomas L. Crittenden avanzò direttamente verso Chattanooga, aggirando Lookout Mountain.
L'8 settembre, dopo aver saputo che Rosecrans gli era passato alle spalle, Bragg evacuò Chattanooga e si diresse a sud, a LaFayette in Georgia; era informato degli spostamenti di Rosecrans, e progettò di sconfiggerlo attaccando individualmente i corpi d'armata isolati, dispiegati a 40 miglia di distanza l'uno dall'altro, distanza che non avrebbe permesso l'aiuto reciproco in caso di attacco.
Rosecrans era convinto che Bragg fosse demoralizzato e che stesse fuggendo verso Dalton, Rome o Atlanta. Invece l'Armata del Tennessee di Bragg era accampata a La Fayette, 20 miglia a sud di Chattanooga. Rosecrans era sicuro di questa interpretazione anche per le informazioni false rivelategli da falsi disertori dell'esercito confederato. Rosecrans ordinò a McCook di aggirare Lookout Mountain attraverso Winston's Gap e di utilizzare la sua cavalleria per distruggere la linea ferroviaria dei rifornimenti di Bragg a Resaca, in Georgia.
Crittenden avrebbe dovuto conquistare Chattanooga e, subito dopo, marciare a sud, all'inseguimento di Bragg. Thomas avrebbe continuato la sua avanzata verso La Fayette. Il 10 settembre una divisione avanzata di Thomas, comandata dal maggior generale James Negley, si incontrò fortuitamente con la divisione confederata del maggior generale Thomas C. Hindman e ci furono alcune scaramucce a Dug Gap in Pigeon Mountain. Il modesto scontro è noto come la battaglia di Davis' Crossroads. Subito dopo i federali di Negley si ritirarono a Stevens's Gap, in Lookout Mountain.
Bragg decise di attaccare Crittenden e ordinò al maggior generale Leonidas Polk di attaccare la divisione di testa, comandata dal generale di brigata Thomas J. Wood, prima del 13 settembre, credendo che la divisione di Crittenden fosse sparpagliata sul campo. Polk, invece, scoprì che Crittenden aveva tenuto unita la divisione, e decise di non attaccare, facendo infuriare Bragg. Per la seconda volta, in tre giorni, Bragg non era riuscito a mettere in grado i suoi generali di attaccare i nemici nel tempo giusto, e ora Rosecrans stava nuovamente concentrando le sue forze.
Il 17 settembre i tre corpi d'armata dell'Unione erano nuovamente riuniti ed erano, ovviamente, molto meno vulnerabili rispetto a quando erano separati. Tuttavia Bragg decise che avrebbe avuto ancora un'opportunità. Rinforzato dalle truppe arrivate dalla Virginia al comando del maggior generale James Longstreet e dalle truppe arrivate dal Mississippi con il generale di brigata Bushrod R. Johnson, decise, il mattino del 18 settembre, di avanzare alla sinistra di Crittenden e di tagliar fuori i tre corpi d'armata dell'Unione dalle loro linee di rifornimento di base a Chattanooga, decisione che innescò la battaglia di Chickamauga.

## La battaglia di Chickamauga
Non appena Bragg si mosse verso nord, lungo LaFayette Road, per attaccare il XXI Corpo d'armata di Crittenden, la sua cavalleria e fanteria si scontrarono con la cavalleria e fanteria dell'Unione, comandata dal colonnello John T. Wilder, armata con fucili a ripetizione. I Corpi d'armata comandati da Hood, Walker, e Simon B. Buckner, sotto la pressione del nemico, furono costretti ad attraversare il Chickamauga Creek e a posizionarsi a ovest dell'insenatura; il Corpo d'armata di Crittenden si trovava appena un miglio a ovest rispetto alla loro posizione.
La sorpresa di Bragg era riuscita a metà e non riuscì a sfruttarla totalmente. Rosecrans, durante la mattina, osservando la polvere dei Confederati in marcia, anticipò i piani di Bragg: ordinò a Thomas e a McCook di andare in aiuto a Crittenden, e mentre i Confederati stavano attraversando l'ansa del fiume, Thomas riuscì a raggiungere Crittenden.
La mattina del 19 settembre, quattro divisioni di Thomas furono dislocate a nord della posizione di Crittenden. Bragg, tuttavia, era ignaro dell'arrivo delle truppe di Thomas e credeva che Crittenden occupasse il fianco sinistro della linea dell'Unione. I comandanti dell'Unione erano anche loro all'oscuro della disposizione dell'esercito Confederato e non sapevano che aveva attraversato l'ansa del fiume la notte precedente.
Al mattino presto, i Corpi d'armata comandati da Buckner e la divisione del maggior generale Benjamin F. Cheatham incontrarono le truppe di Hood e Walker. La battaglia, quella mattina, iniziò con un attacco di Thomas, che credeva di stare attaccando solo una piccola forza di cavalleria al comando di Nathan Bedford Forrest. La battaglia si ingigantì e andò avanti tutto il giorno, man mano che Bragg metteva in campo le sue truppe. Egli provò a sfondare con ripetuti attacchi frontali senza successo, e il combattimento si attenuò con l'oscurità.
La notte, mentre Thomas scavava trincee lungo il suo fianco sinistro a Kelly Field e Rosecrans riordinava le sue divisioni per ottenere una linea difensiva più compatta, Bragg pianificò di riprendere la sua offensiva il 20 settembre tentando, ancora una volta, di aggirare le truppe dell'Unione sul loro fianco sinistro. Egli riorganizzò la sua armata in due ali, comandate da Polk e Longstreet (appena arrivato dalla Virginia), sulla base delle loro posizioni attuali, senza tener conto delle strutture di comando esistenti. Stranamente, Bragg non sembrava assolutamente prendere in considerazione le difficoltà incontrate nella battaglia del giorno precedente, poiché quando Longstreet arrivò quella notte, Bragg gli disse: "Le truppe sono state ingaggiate in... pericolose schermaglie mentre si avvicinavano alla linea del fronte".
Il 20 settembre, il generale Confederato D.H. Hill aveva l'incarico di attaccare il fianco destro dell'Unione alle 7:30 della mattina; tuttavia egli ritardò di due ore sostenendo, successivamente, di non aver ricevuto l'ordine. Subito dopo l'inizio dell'attacco di Hill, una divisione, comandata dal maggior generale Francis Lowe e la cavalleria di Forrest, attaccarono il fianco sinistro di Thomas, sfondandolo e penetrando all'interno della linea difensiva dell'Unione. Intorno alle 10:15, alcune truppe della divisione del maggior generale James S. Negley, che erano state tenute come riserva, erano state spostate a nord e avevano respinto l'assalto di Breckenridge.
Il successivo attacco Confederato fu condotto dal maggior generale Patrick Cleburne, ma fu fermato dal fuoco appiccato ai tronchi davanti alle trincee a Kelly Field. Bragg era preoccupato che il suo attacco sul lato sinistro dell'Unione fallisse, e quindi ordinò un assalto generale lungo tutta la linea del fronte, cambiando così la sua strategia che prediligeva l'attacco ai lati piuttosto che frontale. Alle 11 l'attacco condotto dal maggior generale Alexander P. Stewart e da Walker fu respinto. Longstreet attaccò alle 11:30 e iniziò a ottenere dei lievi successi.
Thomas richiese rinforzi e Rosecrans cominciò a spostare alcune truppe per reagire agli attacchi iniziali sul suo fianco. Intorno alle 11, a Wood fu comandato di andare in aiuto di Thomas; probabilmente Rosecrans credeva che il fianco sinistro di Wood fosse coperto. I movimenti di Wood per eseguire gli ordini di Rosecrans, inavvertitamente aprirono una spaccatura nella linea centrale dell'Unione, e quando arrivò l'intera ala dell'armata di Longstreet, furono in grado di inserirsi in questa spaccatura e colpire le colonne dei soldati dell'Unione ai loro fianchi, non appena si muovevano. Longstreet ebbe la meglio, per quanto involontariamente, in un altro assalto fatto di, per il quale ebbe una grande reputazione durante la guerra.
Le truppe dell'Unione coinvolte nella spaccatura iniziarono a ritirarsi, portando con loro Rosecrans e i comandanti Cooks e Crittenden li seguirono subito dopo. All'1 del pomeriggio Thomas era rimasto il solo comandante sul lato sinistro del campo di battaglia; ricevette l'ordine di Rosecrans di ritirarsi a Rossville, poche miglia a nord in direzione di Chattanooga. Ma le truppe di Thomas erano troppo duramente impegnate nel combattimento per potersi muovere. Thomas iniziò a radunare le sue truppe a Horseshoe Ridge e Snodgrass Hill.
Il Corpo d'armata di riserva dell'Unione, comandato dal maggior generale Gordon Granger, che si trovava più a nord rispetto alla linea di combattimento, vide il fuoco della battaglia che si svolgeva a sud e di sua iniziativa inviò il brigadier generale James B. Steedman in soccorso a Thomas. Steedman arrivò intorno alle 14:30, appena in tempo per fermare il tentativo di accerchiamento di Longstreet sul fianco destro di Thomas. Verso le 16 Longstreet fece un ultimo tentativo per sfondare, ma non riuscì a rompere l'ostinata difesa dell'Unione. Nello stesso tempo Thomas respinse un ulteriore assalto di Cheatham sul suo fianco sinistro.

## Conseguenze
Thomas si ritirò a Rossville quella notte. La sua eroica resistenza in quella battaglia gli valse il soprannome di "Roccia di Chickamauga" (The Rock of Chickamauga). È stato riconosciuto che, se anche le sue truppe combatterono valorosamente, fu la sua personale determinazione a salvare l'armata dell'Unione dal disastro. Bragg rinunciò a inseguire le forze dell'Unione, gravissimo errore strategico. La sua conduzione della battaglia non era stata eccellente, quasi sempre ignaro di come evolvevano gli scontri sin dal primo giorno, creando confusione nella sua struttura di comando e non prevedendo una forza di riserva che avrebbe potuto proseguire sui suoi successi iniziali.
Il 21 settembre Rosecrans si ritirò a Chattanooga, mentre i Confederati occupavano le colline circostanti e si preparavano per l'assedio. Non essendo in grado di rompere l'assedio, il 19 ottobre Rosecrans fu sostituito al comando dell'Armata del Cumberland. Si sarebbe dovuto attendere l'arrivo delle forze del maggior generale Ulysses S. Grant e William T. Sherman e la battaglia di Chattanooga in novembre, per porre fine alla presa di Bragg sulla città.
Considerata una vittoria confederata, che fermò l'avanzata delle truppe dell'Unione, la battaglia di Chickamauga ebbe costi molto alti: l'Unione ebbe 16 370 perdite, e i Confederati 20 950.